# Merops albicollis
Merops albicollis là một loài chim trong họ Meropidae.
Loài chim ăn ong này sinh sản ở vùng bán sa mạc dọc theo rìa phía nam của Sahara, Châu Phi. Chúng là loài di cư, trú đông trong một môi trường sống hoàn toàn khác trong các khu rừng mưa xích đạo ở châu Phi từ miền nam Sénégal đến Uganda.